# Кретек
Крете́к (индон. kretek) — тип сигарет, заполненных табаком и измельчённой гвоздикой. Изготавливается из индонезийских сортов табака, который вдобавок к гвоздике заправляется ещё и вкусовыми добавками, а также эвгенолом. Добавка может содержать до 100 различных компонентов, включая специи, фрукты, кофе и многое другое. В Индонезии существует более двух тысяч марок кретека. Индонезия является крупнейшим в мире производителем сигарет с гвоздикой и экспортирует эту продукцию на сумму до 500 миллионов долларов США в год.
Производители: Djarum, Gudang Garam, Sampoerna.